# Aplysiopsis brattstroemi
Aplysiopsis brattstroemi is een slakkensoort uit de familie van de Hermaeidae. De wetenschappelijke naam van de soort is voor het eerst geldig gepubliceerd in 1959 door Marcus.